# 新卡姆揚卡 (赫爾松州)
47°12′59″N 33°35′4″E / 47.21639°N 33.58444°E
新卡姆揚卡'（羅馬化：Nova Kamianka），又按俄语名译为新卡缅卡，是位於烏克蘭南部赫爾松州別里斯拉夫區梅洛韋市鎮的村莊。該村始建於1836年，面積3.57平方公里，海拔高度71米，2024年人口307，人口密度每平方公里86人。

## 備注
1. ↑  俄語：